# Albert Samanos
Pour les articles homonymes, voir Samanos.
Albert Samanos (Michel de son vrai prénom) né le 21 septembre 1848 à Soustons. et décédé le 6  octobre 1905, à Cadillac est un romancier français.
Licencié en droit, il épouse à Bordeaux en juin 1873 Laurence Guyot. Monté à Paris pour y trouver du travail, il accumule de très importantes dettes de jeux, obligeant son épouse à demander en juillet 1875 une séparation de biens pour sauver ce qui peut encore l’être pour elle et leurs deux enfants (Jean, dit Maurice, et Michaël-André, qui sera également artiste).
Seul, il a ensuite une vie errante abandonnant le barreau pour le journalisme. Il fait plusieurs séjours dans des asiles pour aliénation passagère avant d’écrire trois romans.

## Publications
- L'Amant de la comtesse, drame parisien, C. Marpon et E. Flammarion, 1881 (321 pages)
- Le Péché de la veuve, C. Marpon et E. Flammarion, 1882 (383 pages)
- La Vie qui brûle, E. Rouveyre et G. Blond, 1884 (235 pages)

## Critiques
Pour sa dernière œuvre, la critique par l’intermédiaire du Livre, revue du monde littéraire écrira en 1884 :
« Nous venons de lire la Vie que brûle d’Albert Samanos (…), et nous avouons que c’est une œuvre saine, émotionnante et littéraire ; le cœur féminin y est fouillé, analysé dans ses moindres coins. On sent, en parcourant ces pages sombres, que l’écrivain a connu certaines souffrances humaines et qu’il a un singulier mélange de mépris, de pitié et d’amour pour la femme ».